# Дмоховский, Винценты
Винценты (Винсент, Викентий) Игнатьевич Дмоховский (бел. Вікенцій Ігнатавіч Дмахоўскі, лит. Vincentas Dmachauskas, пол. Wincenty Dmochowski; 2 (14) июля, фольварок Гауя   - 22 февраля (6 марта) 1862, Вильно (похоронен в Нагородовичах)  — живописец, скульптор, сценограф

 и педагог, творчество которого тесно связано с художественной жизнью входивших в состав Российской империи Литвы, Беларуси и Польши.

## Биография
Родился в 1807 году в фольварке Гавья (не существует сегодня) 
Учился в Щучинском коллегиуме пиаристов. В 1826 поступил в Вильнюсский университет на литературный факультет, одновременно брал уроки живописи у Яна Рустема.
Участник польского восстания (1830), после поражения которого был лишён имения и вынужден эмигрировать в Пруссию. После амнистии царского правительства в 1837 году вернулся в Вильно. Открыл художественную мастерскую, которая стала художественной школой, где учились многие известные мастера, в том числе, Юзеф Маршевский и Хелена Скирмунт и др.
Часто посещал родовое имение Нагородовичи. В 1855—1858 г. жил в селе Брацянка близ Новогрудка.

## Творчество
Художник исторического жанра. По заказу графа Е. Тышкевича в 1847 г. создал серию картин о литовских замках. Среди них «Руины замка в Лиде», «Руины замка в Медниках», «Руины замка на Трокском озере», «Руины замка в Гольшанах».
Писал пейзажи романтического настроениям, благодаря применяемым им эффектам театрального освещения. Автор романтических пейзажей «Отчизна» («Двор в Нагородовичах», 1843), «Улица в Вильнюсе», «Дом Мицкевича в Новогрудке», «Усадьба в Тугановичах», «На ночлег», «У переправы», «Новогрудок», «Озеро Свитязь». Среди его живописных работ также «Крестоносцы перед атакой на замок Пуня» (1837), «Еврейская свадьба» (около 1860-х).
Получил известность также, как скульптор и сценограф.
В 1850—1854 спроектировал сценографию к операм С. Монюшко «Галька» и «Итальянка в Алжире» Дж. Россини.
Современники насчитывают более сотни пейзажей и жанровых картин В. Дмоховского, которого называли «Клодом Лорреном виленских окраин».
Творческое наследие художника хранится в музеях Литвы и Польши. Коллекция картин художника хранится в Национальном музее в Кракове.

## Галерея

Избранные картины
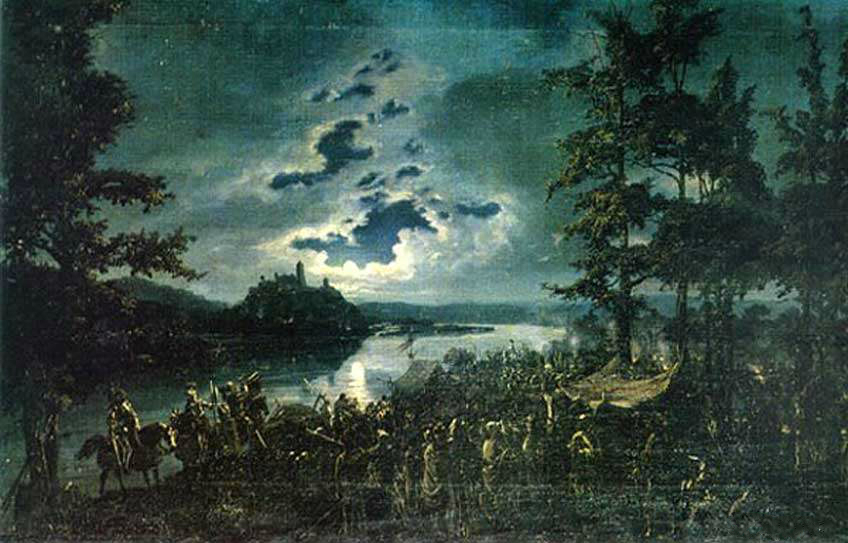
«Крестоносцы перед атакой на замок Пуня» (1837)
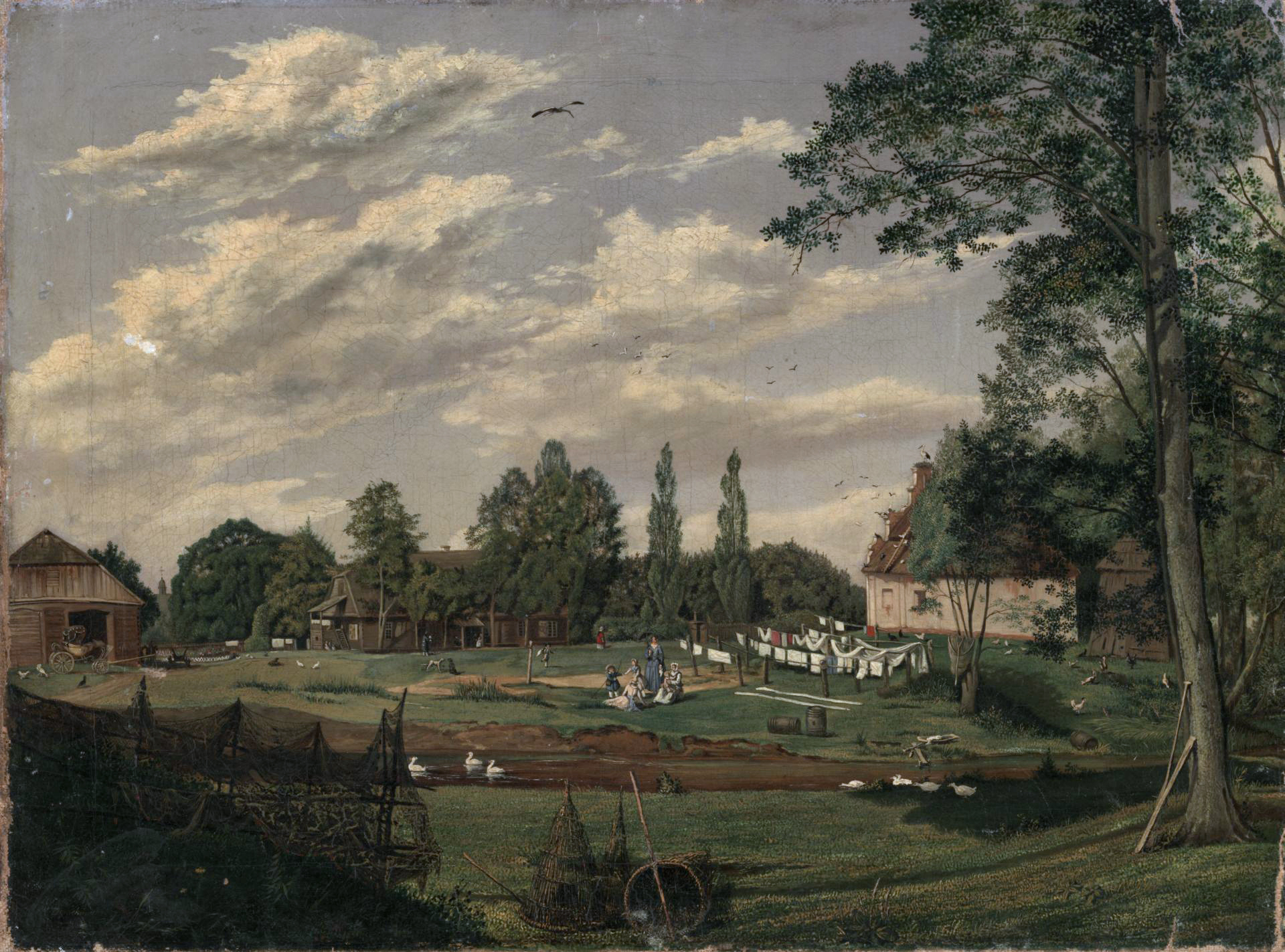
«Нагородовичи»
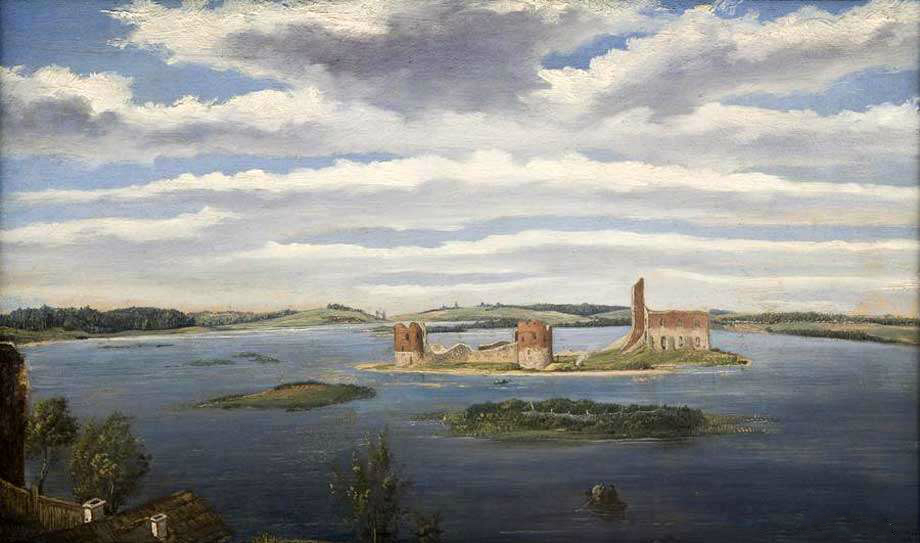
«Руины замка на Трокском озере»
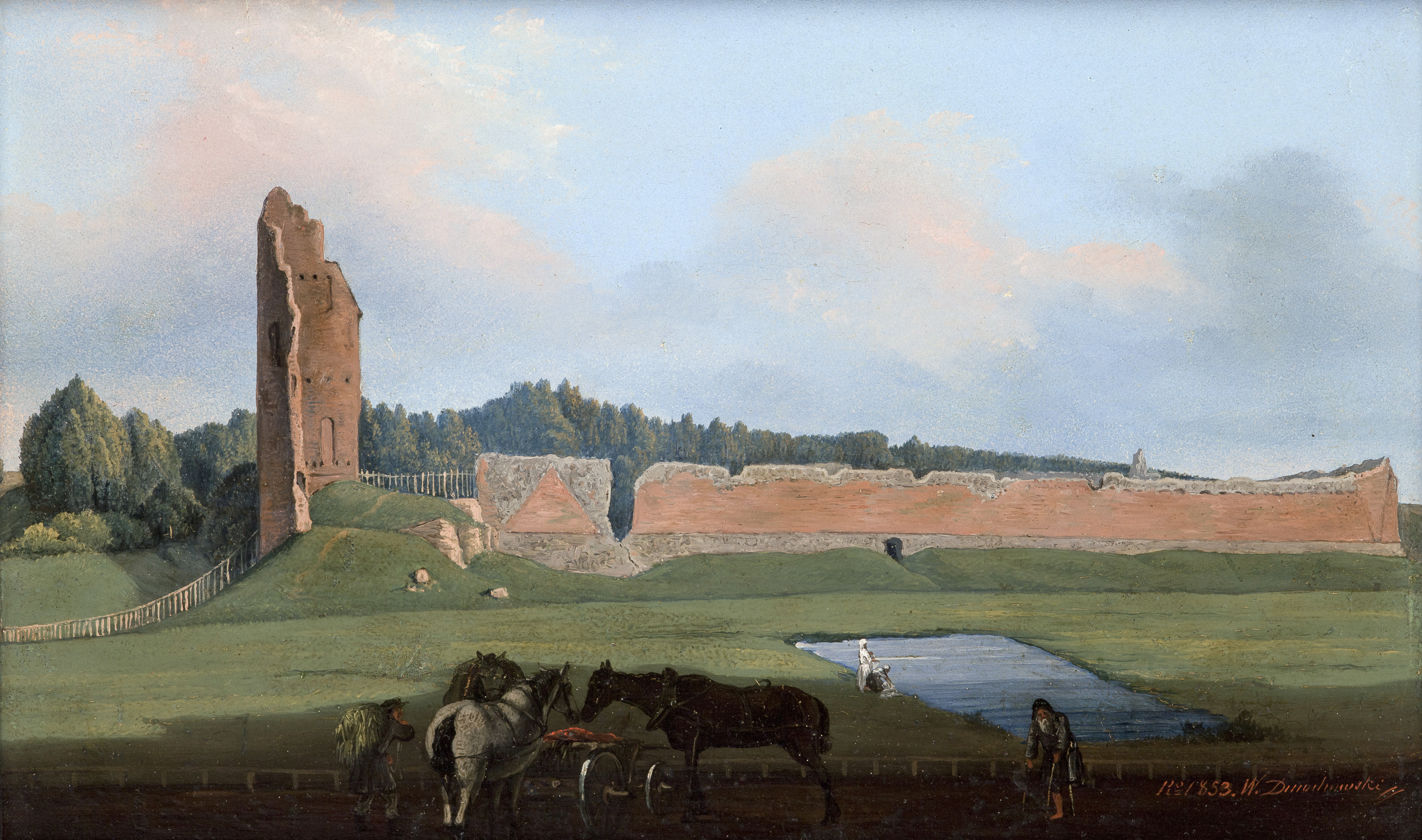
«Руины замка в Медниках»
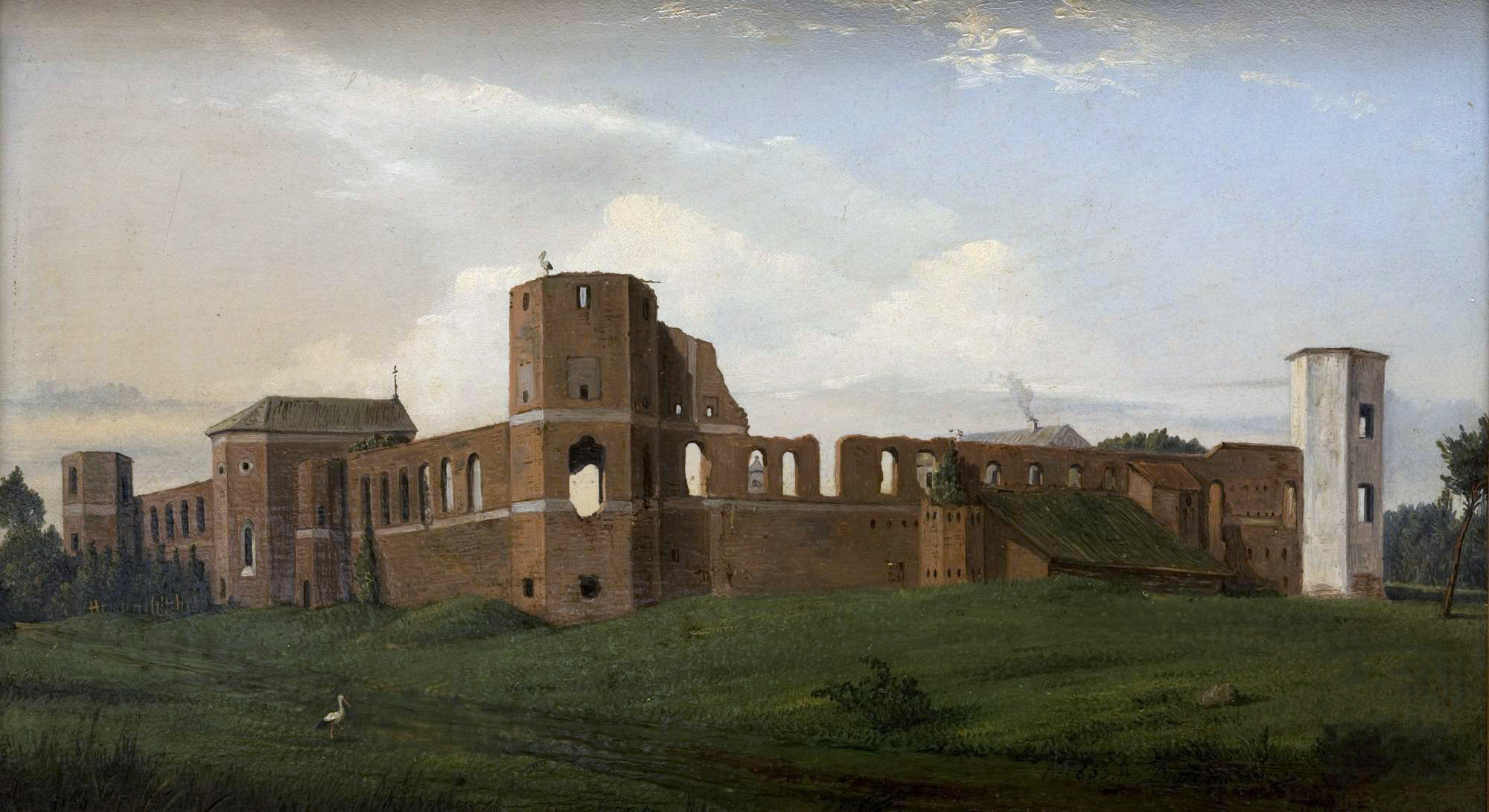
«Руины замка в Гольшанах»
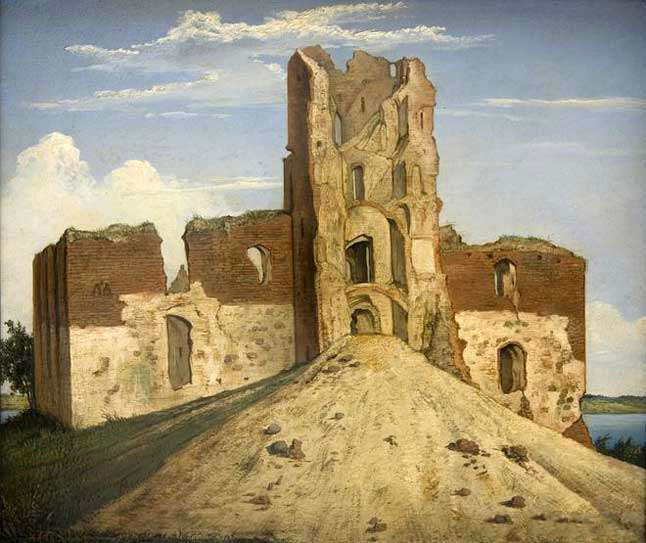
«Замок в Троках»
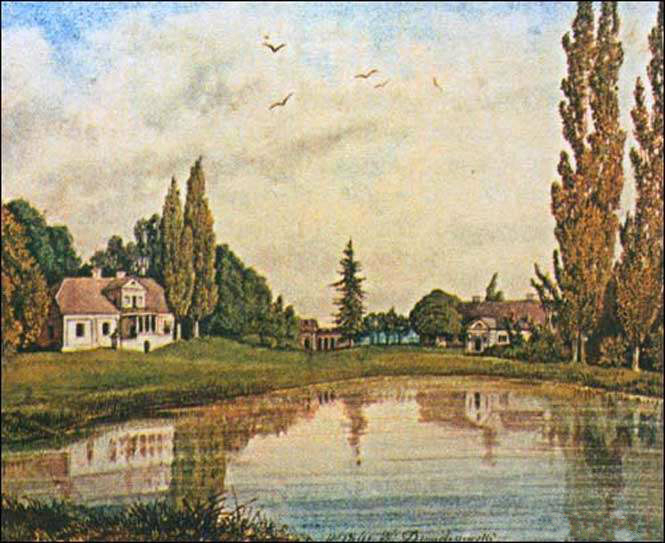
«Тугановичи, двор и сарай»
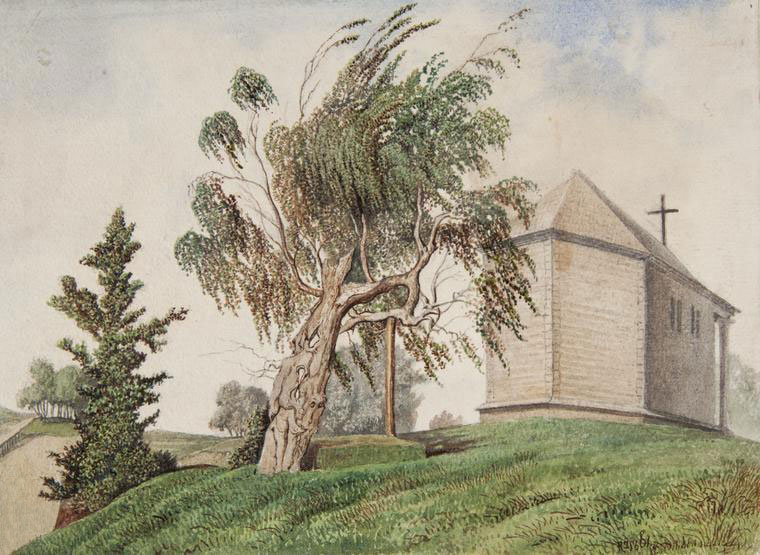
«Часовня на холме в Тугановичах»
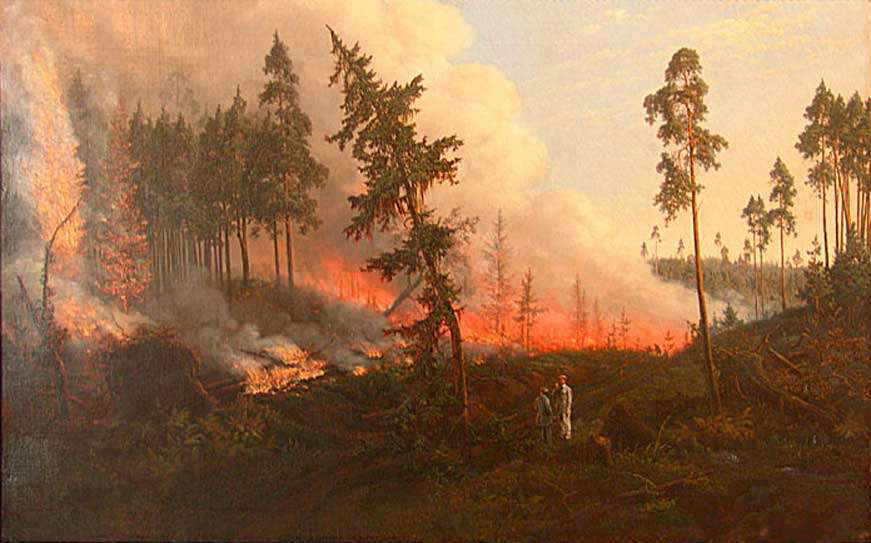
«Лесной пожар»
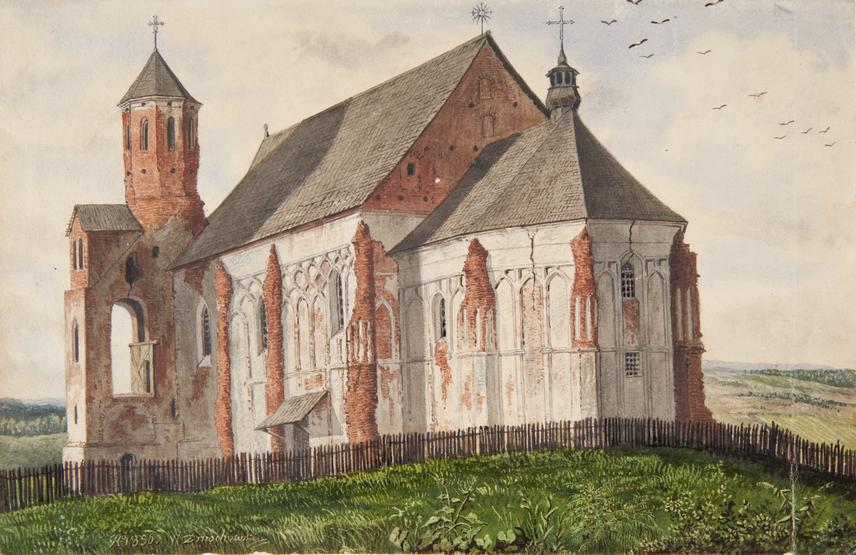
«Борисоглебская церковь (Новогрудок)»
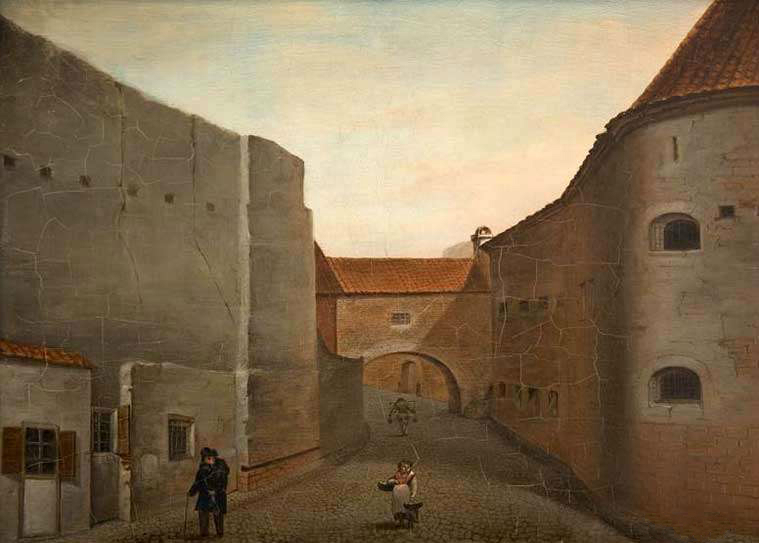
«Улица в Вильно»
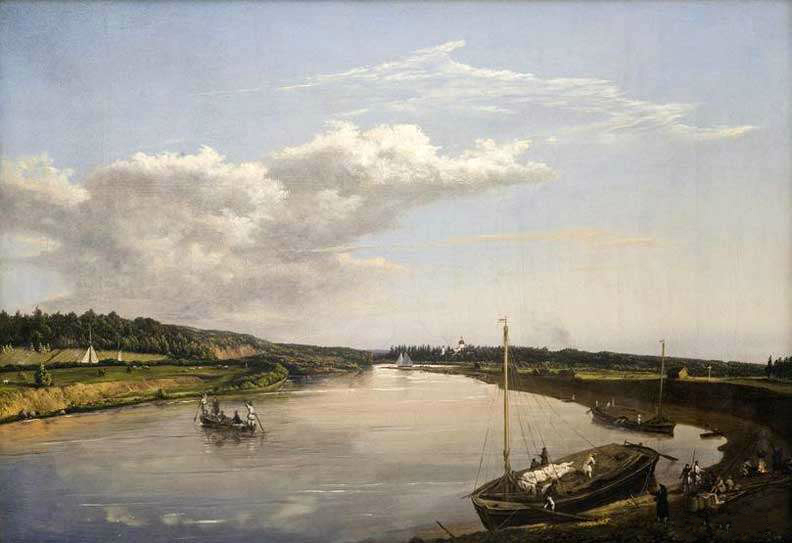
«Пожайский монастырь»